# Garevac
Garevac je naseljeno mjesto u sastavu općine Modriča, Republika Srpska, BiH.

## Povijest
Prema popisu iz 1991. godine naseljeno je uglavnom Hrvatima, ali se nakon rata 1991. – 1995. nacionalni sastav drastično mijenja doseljavanjem Srba. Prvi pisani spomen mjesta Garevac ili Garevo, kako se tad zvalo, potječe iz sredine 18. stoljeća kada je izvršen popis žitelja.

## Stanovništvo
| Garevac            |                |                |                |
| godina popisa      | 1991.          | 1981.          | 1971.          |
| Hrvati             | 2.304 (82,43%) | 2.277 (82,76%) | 2.023 (98,34%) |
| Srbi               | 171 (6,11%)    | 202 (7,34%)    | 21 (1,02%)     |
| Muslimani          | 85 (3,04%)     | 100 (3,63%)    | 5 (0,24%)      |
| Jugoslaveni        | 80 (2,86%)     | 47 (1,70%)     | 0              |
| ostali i nepoznato | 155 (5,54%)    | 125 (4,54%)    | 8 (0,38%)      |
| ukupno             | 2.795          | 2.751          | 2.057          |

## Poznate osobe
- Mato Andrić (kipar)
- Mato Andrić (političar)
- Marko Stanušić, crkveni glazbenik

## Šport
- NK Mladost Garevac

## Vanjske poveznice
- garevac.info
- garevac.net